# Natalie Saleeba
Natalie Saleeba es una actriz australiana, más conocida por haber interpretado a Rosetta Cammeniti en la serie Neighbours. 

## Carrera
En abril de 2004 se unió al elenco recurrente de la serie  All Saints donde interpretó a la enfermera Jessica Singleton, hasta abril de 2006.
El 12 de octubre de 2006 se unió al elenco de la exitosa serie australiana Neighbours donde interpretó a Rosetta "Rosie" Cammeniti, hasta el 25 de abril de 2008, después de que su personaje decidiera mudarse a Italia con su esposo Frazer Yeats y su hijo Marco.
En el 2011 apareció como invitado en la serie Winners & Losers donde dio vida a Claire Armstrong.
En el 2012 se unió al elenco de la serie House Husbands donde interpreta a la doctora Abi Oliver, cuyo esposo Mark Oliver (Rhys Muldoon) se queda en casa cuidando de su hija mientras ella trabaja.

## Filmografía

### Series de televisión
| Año         | Título                | Personaje                 | Notas                 |
| ----------- | --------------------- | ------------------------- | --------------------- |
| 2012 - 2017 | House Husbands        | Dra. Abi Oliver           | 58 episodios          |
| 2011 - 2012 | Winners & Losers      | Claire Armstrong          | 6 episodios           |
| 2012        | Tricky Business       | Sonia Sloane              | episodio # 1.13       |
| 2006 - 2008 | Neighbours            | Rosetta "Rosie" Cammeniti | 154 episodios         |
| 2004 - 2006 | All Saints            | Jessica Singleton         | 26 episodios          |
| 2004        | Love Bytes            | -                         | tv serie              |
| 2003        | The Secret Life of Us | Libby                     | 2 episodios           |
| 2002        | Stingers              | Macy Wright               | 2 episodios           |
| 2001 - 2002 | Always Greener        | Christy Schaffer          | 3 episodios           |
| 2001        | Head Start            | Mel                       | episodio "Subterfuge" |
| 2001        | Corridors of Power    | Nicole                    | episodio # 1.1        |
| 1996        | Sweat                 | Monique Bellenger         | 4 episodios           |

### Películas
| Año  | Título                       | Personaje | Notas                                                                 |
| ---- | ---------------------------- | --------- | --------------------------------------------------------------------- |
| 2010 | The Rehearsal                | -         | corto - junto a Loani Arman                                           |
| 2009 | The Sickie                   | -         | corto - junto a Loani Arman                                           |
| 2005 | Short and Curly              | Niki      | junto a Abigail Bianca, Myles Conti y Jason Paull Hayes               |
| 1997 | Under the Lighthouse Dancing | Acróbata  | junto a Jack Thompson, Jacqueline McKenzie, Naomi Watts y Zoe Bertram |

### Teatro
| Año  | Obra                     | Personaje     | Director (a)   | Teatro            | Notas                                                                                |
| ---- | ------------------------ | ------------- | -------------- | ----------------- | ------------------------------------------------------------------------------------ |
| 2009 | The Return               | Ann Chappelle | Augusta Supple | -                 | -                                                                                    |
| 2007 | ALP Arts Election Launch | -             | Andrew Upton   | Riverside Theatre | junto a Cate Blanchett, Joel Edgerton, David Wenham, Anthony Phelan y Jack Finsterer |

## Premios y nominaciones
| Año  | Categoría                      | Premio      | Serie      | Resultado |
| ---- | ------------------------------ | ----------- | ---------- | --------- |
| 2005 | Most Popular New Female Talent | Logie Award | All Saints | Nominada  |